# Soulac-sur-Mer
Soulac-sur-Mer es una comuna francesa, situada en el departamento de la Gironda, en la región de Nueva Aquitania en el suroeste de Francia a orillas del Océano Atlántico (playas vigiladas) en la Costa de Plata. Limita al norte con Le Verdon-sur-Mer, al este con el estuario de Gironda y Talais, al sur con Grayan-et-l'Hopital y al oeste con el océano Atlántico. 
La basílica de Notre-Dame-de-la-Fin-des-Terres se encuentra incluida como parte del lugar Patrimonio de la Humanidad llamado «Caminos de Santiago de Compostela en Francia» (Código 868-010). 

## Enlaces externos

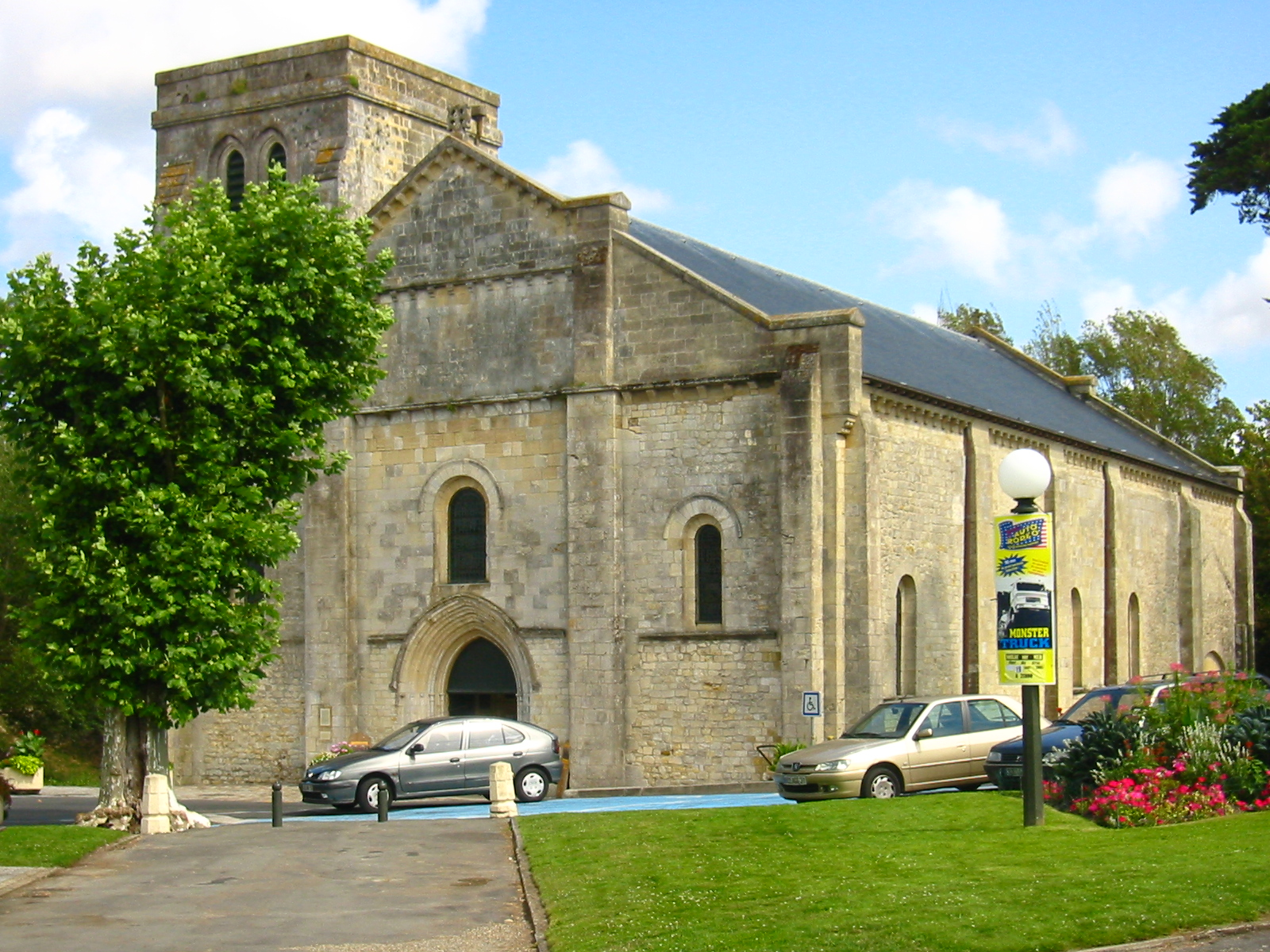
La basilica Notre-Dame-de-la-Fin-des-Terres («Nuestra Señora de Finisterre»).